# Rubiane
Rubiane (en italien Rubiana) est une commune de la ville métropolitaine de Turin, dans le Piémont, en Italie.

## Administration
| Période                                  | Période  | Identité         | Étiquette | Qualité |
| ---------------------------------------- | -------- | ---------------- | --------- | ------- |
| 14 juin 2004                             | En cours | Michele Borletto | civica    |         |
| Les données manquantes sont à compléter. |          |                  |           |         |

### Hameaux
Mompellato, Favella.

### Communes limitrophes
Viù, Condoue, Val della Torre, Chiaurie, Villar-sur-Doire, Almèse.